# Ralph Sutton
Ralph Earl Sutton (* 4. November 1922 in Hamburg, Missouri; † 30. Dezember 2001 in Evergreen, Colorado) war ein US-amerikanischer Dixieland Jazz-Pianist.

## Leben und Wirken
Nachdem er zu Anfang seiner Karriere nur lokal in Missouri aufgetreten war, spielte er später zunächst in Eddie Condons Club in Greenwich Village, New York. Im Jahr 1956 zog er dann an die Westküste der USA nach San Francisco, wo er mit Bob Scobey's Dixielandband auftrat und diverse Schallplatten aufnahm. Von den 1960ern an arbeitete er zumeist als Solokünstler, trat aber auch mit The World’s Greatest Jazz Band auf, die er 1968 mitbegründete. Er war als Stridepianist in der Tradition von James P. Johnson und Fats Waller bekannt. Bei seinen zahlreichen Schallplatten wirkten u. a. Ruby Braff, Milt Hinton, Al Hall, Bob Wilber, Jay McShann, Gus Johnson, Marty Grosz, Frank Capp und Butch Miles mit. Seine Schwester Barbara Sutton Curtis trat auch mit ihm als Duo auf.
Sutton trat in Deutschland mit Reimer von Essen, Bernd Lhotzky (Album Stridin' High, 1998) und Trevor Richards auf (Album Easter Parade, 1999) und tourte häufig durch Australien; kurz vor seinem Tod wurde dort das Live-Album At Bob Barnard's Jazz Party 1999 mitgeschnitten. Sutton starb im Jahr 2001 und wurde im darauffolgenden Jahr Mitglied der Big Band and Jazz Hall of Fame.

## Diskographie (Auswahl)
| - Oh Baby (Sackville, 1949–53) solo - Quartet with Ruby Braff (Storyville, 1968) - Live at Sunny's Rendezvous Vol. 2 (Storyville, 1969) - Dick Hyman / Stan Freeman / Ralph Sutton / Lee Evans: Grand Slam/Pop Piano Aces (Project 3, 1972) - Trio and Quartet (Storyville, 1977) - In Concert (Nif Nuf, 1981) - Partners in Crime (Sackville, 1983) | - At Café des Copains (Sackville, 1983–87) - More at Café des Copains (Sackville, 1988/89) - It's So Nice It Must be Illegal (Nagel-Heyer, 1988) - Eye Opener (Solo Art, 1990) solo - Mybeck Recital Hall, Vol. 30 (Concord, 1993) - A Pair of Kings (Arbors, 2000) - Home Again (Gaslight, 2001) - Ralph Sutton & Professor Peter O’Brien: A Stride Odyssey (2001) |